# Гонзова, Мария
Мария Гонзова (чеш. Mária Honzová, в замужестве Коваржикова чеш. Kovaříková, 17 ноября 1969, Чехословакия) — чешская ориентировщица, многократная призёрка чемпионатов мира по спортивному ориентированию.
Основные достижения на международной арене связаны с выступлением за эстафетную команду.
Дважды в составе эстафетной команды Чехии (Петра Новотна, Мария Гонзова, Марцела Кубаткова и Яна Цисларова) становилась бронзовым призёром чемпионов мира в эстафете.